# Мейфарт, Иоганн Маттеус
Иоганн Маттеус Мейфарт (нем. Johann Matthäus Meyfart; 9 ноября 1590, Йена, Саксен-Веймар — 26 января 1642, Эрфурт) — немецкий протестантский богослов, педагог, поэт и активный борец против преследования ведьм. Профессор богословия, ректор университета Эрфурта.

## Биография
Образование получил в Гота, в 1608—1611 годах учился в университетах Йены и Виттенберге (до 1614), получил степень магистра. Позже заболел и был вынужден вернуться домой.
C 1616 года был преподавателем в академической гимназии, затем суперинтендантом и директором гимназии в Кобурге, профессором теологии.
В 1634 году стал ректором университета в Эрфурте. Служил лютеранским пастором в церкви Святого Августина в Эрфурте.
Активно участвовал в спорах по вопросам преследования ведьм. Мейфарт исповедовал религиозную терпимость, которой не хватало в то время, выступал за отказ от судов за колдовство, ратовал за прекращение пыток в судебной практике. Осуждал бесчеловечные пытки обвинённых в ведовстве, утверждая, что они противоречат и здравому рассудку и христианскому милосердию.
Автор церковных гимнов, кроме того у него есть труд по ораторскому искусству.
Опубликовал свои проповеди в нескольких книгах.

## Избранные сочинения
- Christliche Erinnerung…wie das abschewliche Laster der Hexerey mit Ernst ausszurotten. Erfurt 1635.
- Teutsche Rhetorica oder Redekunst. ed. Erich Trunz, Tübingen 1977. (Deutsche Neudrucke, Reihe Barock 25; new edition)
- Тuba novissima, das ist, von den vier letzten Dingen. ed. Erich Trunz, Tübingen 1979. (Deutsche Neudrucke, Reihe Barock 26, first Coburg 1626)
- Tuba poenitentiae prophetica, Das ist Das dritte Capitel des Bußpropheten Jonae in fünff unterschiedlichen Predigten. Coburg 1626.
- De disciplina ecclesiastica. 1633.
- Christliche Erinnerungen von der auß den Evangelischen Hohen Schulen in Teutschland … entwichenen Ordnungen und Erbaren Sitten bey diesen elenden Zeiten eingeschleppten Barbareyen. Schleusingen 1636.
- Mellificium oratorium. three volumes, Leipzig 1628, 1633, 1637.